# Tristão da Cunha
Tristão da Cunha, a veces Tristão d'Acunha (en español, Tristán de Acuña) (ca. 1460 - ca. 1540) fue un explorador y comandante naval portugués. En 1514 se desempeñó como embajador del rey Manuel I de Portugal ante el Papa León X, dirigiendo una lujosa embajada en Roma para presentar las nuevas conquistas de Portugal. Más tarde se convirtió en miembro del Consejo privado portugués. Fue también nombrado primer virrey de la India portuguesa en 1504, pero no se hizo cargo del puesto debido a una ceguera temporal (se nombró en su lugar, en 1505, a Francisco de Almeida, aunque solamente como gobernador).

## Guerras de Italia
Tristão da Cunha nació en Portugal, hacia 1460. Combatió durante las guerras de Italia en el bando español, militando bajo Gonzalo Fernández de Córdoba, el Gran Capitán. Fue el encomendado de enterrar el cuerpo del general francés Luis de Armagnac tras la batalla de Ceriñola, además de la gobernación de Roca Guillerma, entre Gaeta y Salerno, donde fue capturado brevemente por los franceses en una traición de los locales.
Fue nombrado primer virrey de la India portuguesa en 1504, pero no pudo asumir este puesto inmediatamente debido a una enfermedad ocular.

## Viaje de 1506
En 1506 fue nombrado comandante de una flota de 15 barcos, la octava armada portuguesa enviada a la costa oriental de África y a las costas de la India. Su primo, Afonso de Albuquerque, estaba a cargo de un escuadrón de cinco barcos de esta flota, que posteriormente quedaron separados. Su misión era la conquista de la isla de Socotra y construir allí una fortaleza, con la esperanza de cerrar el comercio en el mar Rojo. Navegaron juntos hasta que llegaron a Mozambique. En el canal de Mozambique encontraron a su amigo, el capitán João da Nova, varado cuando regresaba de la India. Lo rescataron a él y a su barco, Frol de la mar, que se unió a la flota.
Después de una serie de exitosos ataques a las ciudades árabes en la costa oriental de África, se dirigieron a la isla de Socotra. En este viaje Tristão da Cunha descubrió un grupo de islas remotas en el sur del océano Atlántico, a más de 2800 km (1.750 millas) de Sudáfrica. Aunque la mar gruesa impidió el desembarco entonces, nombró la isla principal en su propio honor, isla de Tristão da Cunha, que más tarde fue anglificada como isla de Tristan da Cunha (Tristán de Acuña). Después de descubrir el archipiélago de las islas de Tristán de Acuña, Tristáo desembarcó en Madagascar. Posteriormente, visitó Mozambique, Brava (una ciudad en la costa somalí, donde redujo el poder árabe) y Socotra (que conquistó). También se distinguió en la India en diversas acciones, como en el sitio de Cannanore (1507): la guarnición portuguesa estaba al borde de ser superada, cuando el 27 de agosto, la flota de once buques de Tristão da Cunha, procedentes de Socotra, apareció y les socorrió con 300 hombres.

## Embajada ante el Papa León X

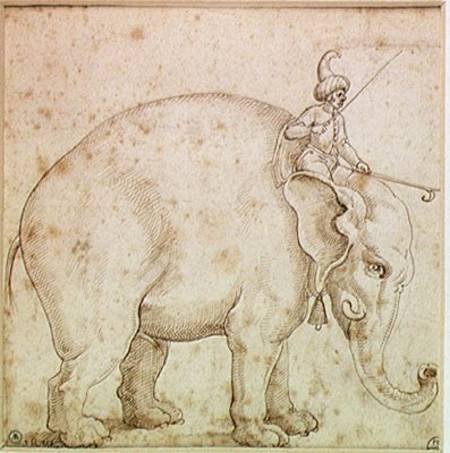
El elefante Hanno y su mahout; pluma y tinta, 1575, Museo de Bellas Artes de Angers.

Después de regresar a Europa, Tristão da Cunha fue enviado como embajador del rey Manuel I al papa León X en 1514 para presentar las nuevas conquistas del Imperio portugués, con Garcia de Resende como su secretario.
La enorme y lujosa embajada de ciento cuarenta personas hizo su paso por Alicante y Mallorca, llegando a las afueras de Roma en febrero. Desfilaron por las calles de Roma el 12 de marzo de 1514 en una extravagante procesión de fauna exótica y riqueza de las Indias, con muchos vestidos en estilo indio. En la procesión apareció un elefante llamado Hanno, un regalo al Papa, además de cuarenta y dos animales más, entre ellos dos leopardos, una pantera, algunos loros, pavos y raros caballos indios. Hanno llevaba una plataforma de plata en su lomo, en forma de un castillo, con una caja fuerte con regalos reales, incluidos chalecos bordados con perlas y gemas, y monedas de oro acuñadas para la ocasión. El Papa recibió la procesión en el Castillo de Sant'Angelo. El elefante se arrodilló tres veces en reverencia y luego, siguiendo una indicación de su mahout (cuidador de elefantes en la India) aspiró un cubo de agua con la trompa y lo echó sobre la multitud y los cardenales.
El 29 de abril, los portugueses se quedaron sin dinero, pero tenían una bula firmada por el Papa, que había enviado ricos regalos al rey Manuel. El rey respondió con un barco lleno de especias y, más tarde, un rinoceronte indio que le envió del sultán Muzaffar Shah II de Gujarat. El barco que lo transportaba naufragó en Génova en febrero de 1516 y el rinoceronte fue retratado por Alberto Durero, en su muy famoso grabado en madera Rinoceronte en 1515.
Aunque Tristão da Cunha nunca llegó a tomar posesión del puesto de virrey de la India, su hijo Nuno da Cunha fue el noveno gobernador de la India portuguesa, entre 1528 y 1538. La tumba de Tristán da Cunha se encuentra en la iglesia de la Señora de la Encarnación en Olhalvo (cerca de Alenquer).
| Predecesor: — | 1.er virrey de la India portuguesa (no tomó posesión del cargo) 1504 | Sucesor: Francisco de Almeida |